# Gąsawa
Gąsawa (deutsch Gonsawa, 1939–1945: Gerlingen) ist eine Stadt im Powiat Żniński (Zniner Kreis) der polnischen Woiwodschaft Kujawien-Pommern und Sitz der gleichnamigen Stadt-und-Land-Gemeinde mit etwa 5250 Einwohnern.

## Geographische Lage
Die Stadt liegt in der historischen Region Kujawien, etwa acht Kilometer südsüdöstlich der Stadt Znin und dreißig Kilometer westlich der Stadt Inowrocław (Hohensalza).

## Geschichte

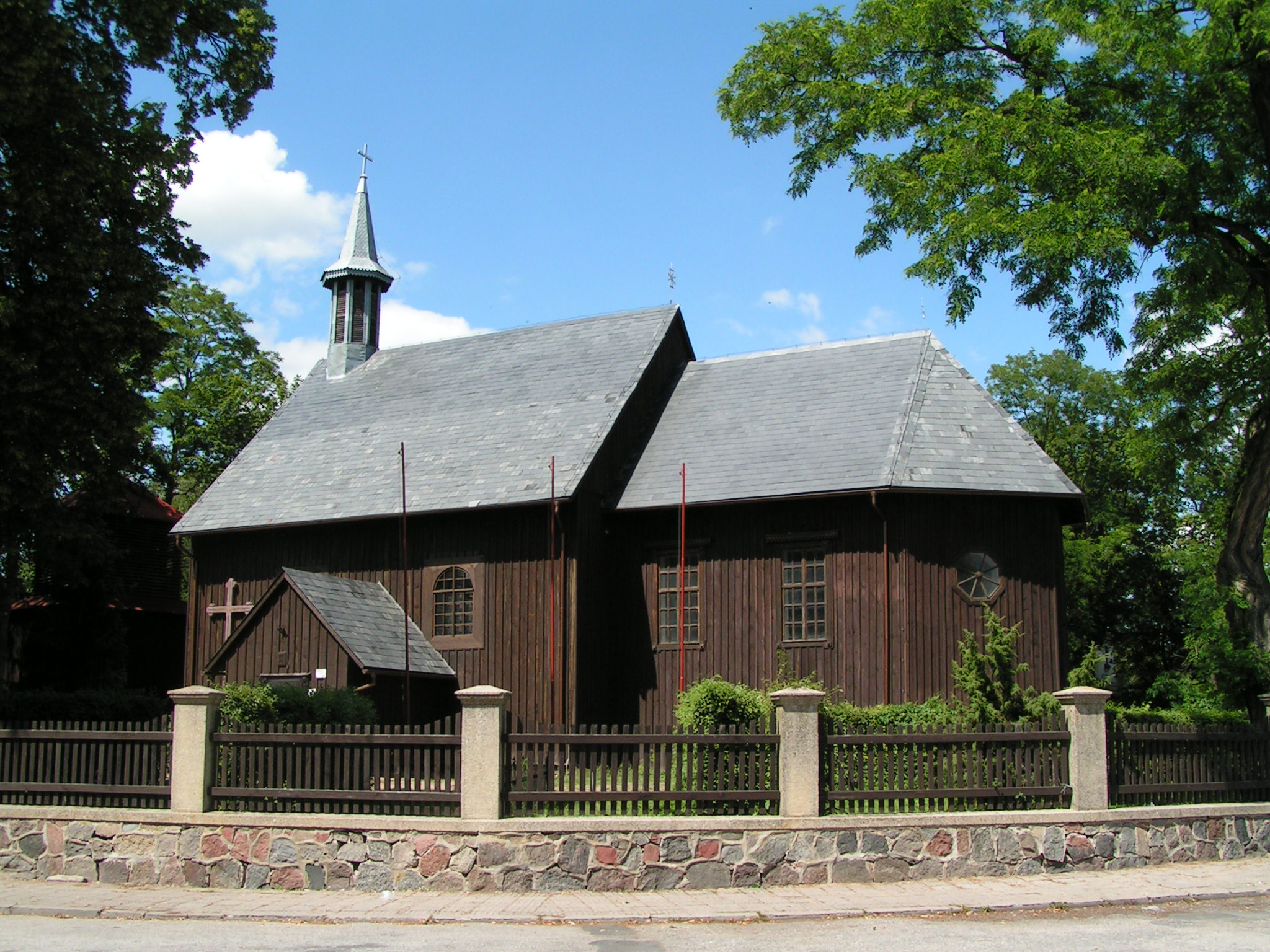
Kirche aus dem 17. Jahrhundert

Die erste urkundliche Erwähnung des Orts stammt aus dem Jahr 1136.
Im 13. Jahrhundert hatte Gonsawa eine Kirche, möglicherweise aber auch ein Schloss. 1227  hatten hier die Fürsten Heinrich I. von Schlesien,  Leszek der Weiße und Konrad von Masowien den kriegerischen pommerellischen Herzog Swantopolk II., der dem polnischen Reichstag den Lehnseid verweigerte, zu einer friedlichen Zusammenkunft eingeladen. Da Swantopolk Grund hatte, der Einladung zu misstrauen, rückte er mit einer Heerschar an, überfiel seine Widersacher, wobei Leszek der Weiße zu Tode kam, und schlug sie in die Flucht.
1388 wurde der Ort von Władysław II. Jagiełło durch Erteilung deutschem Magdeburger Rechts zur Stadt erhoben.
Die Kleinstadt kam 1772 an Preußen und gehörte fortan zum königlichen Domänenamt Znin. Der Verwaltungssitz des Domänenamts befand sich in Gonsawa.
Bis 1919 gehörte die Stadt Gonsawa zum Kreis Znin im Regierungsbezirk Bromberg der preußischen Provinz Posen im Deutschen Reich.
Nach dem Ersten Weltkrieg musste die Stadt aufgrund der Bestimmungen des Versailler Vertrags am 10. Januar 1920 an die Zweite Polnische Republik abgetreten werden. Das Stadtrecht wurde 1934 entzogen.
Nach der Besetzung im Zweiten Weltkrieg durch die deutsche Wehrmacht am 7. September 1939 wurde die Region völkerrechtswidrig in das Reichsgebiet eingegliedert. Am 22. Januar 1945 wurde die Region von der Roten Armee erobert. Kurz danach wurde die Stadt von der Sowjetunion der Volksrepublik Polen zur Verwaltung überlassen. Zum 1. Januar 2024 erhielt der Ort die Stadtrechte zurück.

### Demographie
| Jahr | Einwohner | Anmerkungen |
| ---- | --------- | --- |
| 1780 | 157       | Stadt |
| 1783 | 201       | in 33 Häusern, bis auf drei deutsche Familien größtenteils Polen |
| 1788 | 229       | Stadt, in 45 Häusern |
| 1802 | 302       | Stadt |
| 1816 | 324       | davon 21 Evangelische, 274 Katholiken und 29 Juden; nach anderen Angaben 46 Feuerstellen (Haushaltungen) und 283 Einwohner, darunter 14 Lutheraner und 34 Juden |
| 1818 | 363       | Stadt, königl. Vorwerk und Krug, davon 283 in der Stadt, 75 auf dem Vorwerk und fünf auf dem Krug |
| 1821 | 350       | in 45 Privatwohnhäusern |
| 1826 | 450       | Ackerstädtchen, in 48 Häusern |
| 1837 | 448       | [ 4 ] |
| 1843 | 620       | [ 4 ] |
| 1858 | 684       | [ 4 ] |
| 1861 | 730       | [ 4 ] |
| 1867 | 844       | am 3. Dezember, davon 716 im Gemeindebezirk und 128 im Domänenvorwerk |
| 1871 | 989       | davon 854 in der Stadt (102 Evangelische, 620 Katholiken und 132 Juden) und 135 auf dem Domänenvorwerk (20 Evangelische und 115 Katholiken) |
| 1885 | 923       | am 1. Dezember, davon 794 in der Stadt (110 Evangelische, 611 Katholiken und 73 Juden) und 129 im Gutsbezirk (17 Evangelische und 112 Katholiken) |
| 1905 | 950       | am 1. Dezember, davon 827 in der Stadt (91 mit deutscher Muttersprache: 56 Evangelische, 35 Katholiken; 718 mit polnischer Muttersprache: sämtlich Katholiken; außerdem 18 Juden) und 123 im Gutsbezirk (vier mit deutscher Muttersprache: sämtlich Evangelische; 119 mit polnischer Muttersprache: sämtlich Katholiken)        |
| 1910 | 1020      | am 1. Dezember, davon 891 in der Stadt (114 mit deutscher Muttersprache: 79 Evangelische, 22 Katholiken und 13 Juden; 777 mit polnischer Muttersprache: sämtlich Katholiken) und 129 im Gutsbezirk (acht mit deutscher Muttersprache; sieben Evangelische, ein Katholik; 121 mit polnischer Muttersprache: sämtlich Katholiken) |

## Gemeinde
Zur Stadt-Land-Gemeinde (gmina miejsko-wiejska) Gąsawa gehören 19 Dörfer mit Schulzenämtern.